# Furi (jurista)
Furi (en llatí Furius) va ser un jurista romà especialment hàbil en el ius praediatorium, una branca de la fiscalitat romana relatiu a les vendes públiques de terres, adquirides per l'estat com a garantia, un tema molt complicat. Sembla que ell era un praediator, o interventor de garanties rústiques, i per això es va especialitzar en el tema. Sovint el mencionava (junt amb Aule Cascel·lí) Quint Muci Escevola tot i que ell mateix era una autoritat en aquesta branca del dret.
Es pensa que era la mateixa persona que Gai Camil (o Gai Furi Camil), un jurista amic de Ciceró.